# Surprise Valley n.º 9
Surprise Valley n.º 9 es un municipio rural canadiense situado en la provincia de Saskatchewan.

## Superficie
Surprise Valley n.º 9 tiene una superficie de 802,64 km².

## Demografía
En 2021, tenía 211 habitantes, una densidad poblacional de 0,3 hab./km², y 117 viviendas.